# Frank McGuinness
Frank McGuinness (Buncrana, 29 luglio 1953) è un drammaturgo e poeta irlandese, annoverato tra i più prolifici e originali commediografi irlandesi.

## Biografia
Nato a Buncrana, cittadina irlandese situata nella Contea di Donegal, studia all'University College Dublin. Si fa notare con la pièce The Factory Girls (1982), ma la sua fama inizia nel 1985 con un dramma ambientato durante la prima guerra mondiale, Observe the Sons of Ulster Marching Towards the Somme, rappresentato all'Abbey Theatre di Dublino nello stesso anno, all'Hampstead Theatre di Londra nel 1986 e in seguito in teatri di tutto il mondo.
La sua ampia produzione comprende opere quali Someone Who'll Watch Over Me (1992) e Dolly West's Kitchen (1999) e adattamenti e nuove versioni di opere di autori classici, tra cui Ibsen, Čechov (Tre sorelle, 1990), Euripide, Sofocle (Elettra, 1998), alcune delle quali rappresentate a Broadway.
Al cinema ha scritto la sceneggiatura per il film Ballando a Lughnasa (1998) diretto da Pat O'Connor e tratto dalla pièce teatrale dell'irlandese Brian Friel. Tra gli insegnamenti, la docenza di Linguistica e Drammaturgia all'Università di Ulster, quella di Studi Medievali presso l'Università di Dublino, di inglese presso la National University of Ireland di Maynooth e di scrittura creativa e Professore all'University College di Dublino (UCD).